# ホタルサイコ
ホタルサイコ（蛍柴胡 Bupleurum longiradiatum var. elatius）はセリ科ミシマサイコ属、またはホタルサイコ属の多年草。

## 特徴
茎は株状になり、上部は分枝し、高さは50-150cmになる。根出葉は長い葉柄があり、葉身は卵形から長楕円形になり、縁は全縁になる。茎につく葉は互生し、無柄で基部が広がり茎を抱く。葉の表面は緑色で、裏面はやや白色を帯び、葉脈は平行脈状になる。
花期は7-8月。茎頂か、分枝した先端に複散形花序をつける。花は小さく、黄色で5弁花。複散形花序の下にある総苞片や小花序の下にある小総苞片は楕円形になり、小総苞片は小花序より短い。果実は長さ3.5-4mmの長楕円形になる。

## 分布と生育環境
本州、四国、九州に分布し、山野の日当たりの良い場所や林下に生育する。

## 変種
エゾホタルサイコ Bupleurum longiradiatum Turcz. var. sachalinense (F.Schmidt) H.Boissieu
北海道、樺太、ウスリーに分布する。全体にホタルサイコより大きい。総苞片は花序より長い。
コガネサイコ B. longiradiatum Turcz. var. shikotanense (M.Hiroe) Ohwi
南千島、北海道、樺太に分布する。全体にホタルサイコより小さい。小花柄が短い。
オオホタルサイコ B. longiradiatum Turcz. var. longiradiatum
基本変種で、北海道、本州、九州、中国、朝鮮、モンゴル、東シベリアに分布する。総苞片および小総苞片は細く短い。

## ギャラリー
- 花は黄色